# Taça Stanley Rous de 1987
A Taça Stanley Rous de 1987 foi a terceira edição da competição internacional de futebol também conhecida como Rous Cup, inicialmente estabelecida para continuar o jogo anual tradicional entre os rivais Inglaterra e Escócia após o fim do British Home Championship. Pela primeira vez, uma terceira equipe foi convidada para criar um torneio de três seleções. 
A fim de ganhar mais experiência em jogos de nível superior, a FA convidou o Brasil para ser o terceiro participante. Ao final da competição, o Brasil sagrou-se campeão após um empate e uma vitória, contra Inglaterra e Escócia respectivamente.

## Jogos

### Inglaterra x Brasil
| 19 de maio    | Inglaterra       | 1 – 1     | Brasil         | Estádio de Wembley, Londres                 |
| 20:00 (UTC+1) | Gary Lineker 35' | Relatório | 36' Mirandinha | Público: 92 000 Árbitro: FRA Michel Vautrot |

| Inglaterra | Brasil |

| INGLATERRA:    |    |                                    |  |     |
|                |    |                                    |  |     |
| GL             | 1  | Peter Shilton (Southampton)        |  |     |
| DF             | 2  | Gary Stevens (Everton)             |  |     |
| DF             | 3  | Stuart Pearce (Nottingham Forest)  |  |     |
| DF             | 5  | Tony Adams (Arsenal)               |  |     |
| DF             | 6  | Terry Butcher (Rangers)            |  |     |
| MC             | 4  | Peter Reid (Everton)               |  |     |
| MC             | 7  | Bryan Robson (Manchester United)   |  |     |
| MC             | 8  | Chris Waddle (Tottenham Hotspur)   |  |     |
| AT             | 9  | Gary Lineker (Barcelona)           |  | 76' |
| AT             | 10 | Peter Beardsley (Newcastle United) |  |     |
| MC             | 11 | John Barnes (Watford)              |  |     |
| Substituições: |    |                                    |  |     |
| AT             | 0  | Mark Hateley (Milan)               |  | 76' |
| Treinador:     |    |                                    |  |     |
| Bobby Robson   |    |                                    |  |     |

| BRASIL:              |    |                           |     |     |
|                      |    |                           |     |     |
| GL                   | 1  | Carlos (Corinthians)      |     |     |
| DF                   | 2  | Josimar (Botafogo)        | 47' |     |
| DF                   | 3  | Geraldão (Porto)          |     |     |
| MC                   | 5  | Ricardo Rocha (Guarani)   |     |     |
| MC                   | 6  | Douglas (Cruzeiro)        |     |     |
| DF                   | 4  | Nelsinho (São Paulo)      |     |     |
| AT                   | 9  | Müller (São Paulo)        |     |     |
| MC                   | 10 | Silas (São Paulo)         |     | 82' |
| AT                   | 11 | Mirandinha (Palmeiras)    |     |     |
| MC                   | 7  | Edu Marangon (Portuguesa) |     | 82' |
| MC                   | 8  | Valdo (Grêmio)            |     |     |
| Substituições:       |    |                           |     |     |
| MC                   | 15 | Dunga (Santos)            |     | 82' |
| MC                   | 17 | Raí (São Paulo)           |     | 82' |
| Treinador:           |    |                           |     |     |
| Carlos Alberto Silva |    |                           |     |     |

### Escócia x Inglaterra
| 23 de maio    | Escócia | 0 – 0     | Inglaterra | Hampden Park, Glasgow                     |
| 15:00 (UTC+1) |         | Relatório |            | Público: 64 713 Árbitro: FRG Dieter Pauly |

| Escócia | Inglaterra |

| SCOTLAND:      |    |                                   |  |     |
|                |    |                                   |  |     |
| GL             | 1  | Jim Leighton (Aberdeen)           |  |     |
| DF             | 2  | Richard Gough (Tottenham Hotspur) |  |     |
| DF             | 3  | Murdo MacLeod (Celtic)            |  |     |
| MC             | 4  | Paul McStay (Celtic)              |  |     |
| DF             | 5  | Alex McLeish (Aberdeen)           |  |     |
| MC             | 6  | Willie Miller (Aberdeen)          |  |     |
| AT             | 7  | Ally McCoist (Rangers)            |  |     |
| DF             | 8  | Roy Aitken (Aberdeen)             |  |     |
| AT             | 9  | Brian McClair (Celtic)            |  | 58' |
| MC             | 10 | Ian Wilson (Leicester City)       |  |     |
| MC             | 11 | Neil Simpson (Aberdeen)           |  |     |
| Substituições: |    |                                   |  |     |
| AT             | 0  | Charlie Nicholas (Arsenal)        |  | 58' |
| Treinador:     |    |                                   |  |     |
| Andy Roxburgh  |    |                                   |  |     |

| INGLATERRA:  |    |                                    |
|              |    |                                    |
| GL           | 1  | Chris Woods (Rangers)              |
| DF           | 2  | Gary Stevens (Everton)             |
| DF           | 3  | Stuart Pearce (Nottingham Forest)  |
| MC           | 4  | Glenn Hoddle (Tottenham Hotspur)   |
| DF           | 5  | Mark Wright (Southampton)          |
| DF           | 6  | Terry Butcher (Rangers)            |
| MC           | 7  | Bryan Robson (Manchester United)   |
| MC           | 8  | Steve Hodge (Tottenham Hotspur)    |
| AT           | 9  | Mark Hateley (Milan)               |
| AT           | 10 | Peter Beardsley (Newcastle United) |
| MC           | 11 | Chris Waddle (Tottenham Hotspur)   |
| Treinador:   |    |                                    |
| Bobby Robson |    |                                    |

### Escócia x Brasil
| 26 de maio    | Escócia | 0 – 2     | Brasil              | Hampden Park, Glasgow                      |
| 20:00 (UTC+1) |         | Relatório | 51' Raí · 60' Valdo | Público: 41 384 Árbitro: ITA Luigi Agnolin |

| Escócia | Brasil |

| ESCÓCIA:       |    |                                   |  |     |
|                |    |                                   |  |     |
| GL             | 1  | Andy Goram (Oldham Athletic)      |  |     |
| DF             | 2  | Richard Gough (Tottenham Hotspur) |  |     |
| DF             | 3  | Murdo MacLeod (Celtic)            |  |     |
| MC             | 4  | Roy Aitken (Celtic)               |  |     |
| DF             | 5  | Alex McLeish (Aberdeen)           |  |     |
| DF             | 6  | Willie Miller (Aberdeen)          |  |     |
| MC             | 7  | Paul McStay (Celtic)              |  |     |
| MC             | 8  | Jim McInally (Dundee United)      |  | 58' |
| AT             | 9  | Ally McCoist (Rangers)            |  |     |
| MC             | 10 | Ian Wilson (Leicester City)       |  |     |
| AT             | 11 | Davie Cooper (Rangers)            |  |     |
| Substituições: |    |                                   |  |     |
| AT             | 0  | Brian McClair (Celtic)            |  | 58' |
| Treinador:     |    |                                   |  |     |
| Andy Roxburgh  |    |                                   |  |     |

| BRASIL:              |    |                           |
|                      |    |                           |
| GL                   | 1  | Carlos (Corinthians)      |
| DF                   | 2  | Josimar (Botafogo)        |
| DF                   | 3  | Geraldão (Porto)          |
| MC                   | 4  | Ricardo Rocha (Guarani)   |
| MC                   | 5  | Douglas (Cruzeiro)        |
| DF                   | 6  | Nelsinho (São Paulo)      |
| AT                   | 7  | Müller (São Paulo)        |
| MC                   | 8  | Raí (São Paulo)           |
| AT                   | 9  | Mirandinha (Palmeiras)    |
| MC                   | 10 | Edu Marangon (Portuguesa) |
| MC                   | 11 | Valdo (Grêmio)            |
| Treinador:           |    |                           |
| Carlos Alberto Silva |    |                           |

## Classificação
| Pos. | Seleção    | Pts | J | V | E | D | GP | GC | SG |
| ---- | ---------- | --- | - | - | - | - | -- | -- | -- |
| 1    | Brasil     | 4   | 2 | 1 | 1 | 0 | 3  | 1  | +2 |
| 2    | Inglaterra | 2   | 2 | 0 | 2 | 0 | 1  | 1  | 0  |
| 3    | Escócia    | 1   | 2 | 1 | 1 | 0 | 0  | 2  | -2 |

## Premiações
| Taça Stanley Rous de 1987       |
| ------------------------------- |
| Brasil Campeã (Primeiro título) |

## Artilheiros
1 goal
- Mirandinha
- Raí
- Valdo
- Gary Lineker